# 포항장흥초등학교
포항장흥초등학교는 대한민국 경상북도 포항시에 있는 공립 초등학교이다.

## 학교 연혁
- 2003.08.04 장성동부초등학교 설립 인가
- 2005.03.01 포항장흥초등학교 개교
- 2005.03.01 18학급 편성(남 295명, 여 249명, 계 571명)
- 2006.03.01 도교육청 지정 인성교육 시범학교 운영(2년간)
- 2006.12.14 2006년도 교내 자율수업장학 우수학교 수상(우수)
- 2006.12.19 경상북도 최우수 교육 프로그램 인증 「골든리본상」표창
- 2007.12.18 혁신 실천사례 인증제 공모전 입상
- 2008.09.01 최옥성 교장 부임
- 2008.12.24 학교평가 최우수학교 표창(교육과학기술부장관)
- 2009.12.31 독서콘테스트 우수 수상
- 2009.12.31 자율수업장학 우수 수상
- 2010.01.17 eduTop 꿈 독서 부문 우수 수상
- 2010.03.01 양덕초등학교 개교와 함께 분리 이관
- 2011.01.16 바른인성실천사례 기관부문 장려상 수상
- 2011.02.19 제6회 졸업식(남 75명, 여 62명, 계 137명)
- 2011.03.01 21학급 편성(남 338명, 여 294명, 계 632명)
- 2011.09.01 김창환 교장 부임
- 2012.03.01 20학급 편성(남312명, 여282명, 계594명)
- 2013.02.20 제8회 졸업식 (남 72명, 여 53명, 계 125명)
- 2013.03.01 19학급 편성(남 279명, 여 261명, 계 540명)
- 2013.03.01 정재옥 교장 부임
- 2014.02.21 제9회 졸업식(남 64명, 여 54명, 계 118명)
- 2014.03.01 19학급 편성(남 262명, 여 254명, 계 516명)
- 2015.02.13 제10회 졸업식(남39명, 여41명, 계80명)
- 2015.03.01 김정수 교장 부임
- 2018.03.01 양서초등학교 개교와 함께 분리 이관

## 참고 자료
- 포항장흥초등학교 - 한국교육학술정보원 학교알리미